# Kościół Świętych Apostołów Piotra i Pawła w Dębem Wielkim
Kościół Świętych Apostołów Piotra i Pawła – rzymskokatolicki kościół parafialny należący do dekanatu Mińsk Mazowiecki-św. Antoniego z Padwy diecezji warszawsko-praskiej.
Świątynia została zaprojektowana przez architekta Józefa Piusa Dziekońskiego. Została zbudowana przez samych wiernych w latach 1906–1908. Kamień węgielny został wmurowany w 1906 roku przez księdza Kazimierza Sobolewskiego – dziekana mińskiego, a następnie posła na Sejm Ustawodawczego. Zapał parafian był tak ogromny, że w niespełna trzy lata po zawiązaniu się komitetu, w dniu 26 sierpnia 1908 roku, kościół został konsekrowany przez biskupa Kazimerza Ruszkiewicza, sufragana warszawskiego. W styczniu 1945 roku niemiecki samolot zrzucił niedaleko świątyni bombę, która wybuchając uszkodziła wszystkie okna. W 1954 roku została zbudowana kotłownia i założono w świątyni centralne ogrzewanie (system Morwa na gorące powietrze). Obecnie kościół jest ogrzewany przez dwie dmuchawy olejowe.